# Гомалодотерии
Гомалодотерии (лат. Homalodotherium, от др.-греч. ὁμᾰλός «плоский», ὀδούς «зуб» и θηρίον «зверь»; «плоскозубый зверь») — род вымерших млекопитающих семейства Homalodotheriidae отряда нотоунгулятов, обитавших в Южной Америке в раннем и среднем миоцене.

## Описание
Длина тела взрослых гомалотериев составляла около 2 м, передние конечности были длиннее задних; вместо копыт, распространённых среди нотоунгулят, на них были когти. Они опирались на подошвы своих задних лап и пальцы передних, поэтому в плечах были намного выше, чем в задней части. По-видимому, гомалодотерии были по крайней мере частично ходящими на задних ногах, и могли хватать передними лапами ветви деревьев, опираясь на задние; подобным образом жизни напоминали другие неродственные виды: халикотериев, гигантских ленивцев, большую панду и, вероятно, теризинозавра.